# Palmas Arborea
Palmas Arborea (sardinsky: Pràmmas) je italská obec (comune) v provincii Oristano v regionu Sardinie. Nachází se ve výšce 4 metrů nad mořem a má přibližně 1 500 obyvatel. Rozloha obce je 39,33 km².